# Serie A2 de 2018–19 (basquetebol masculino)
A Temporada 2018-19 da Serie A2, também conhecida como Serie A2 Old Wild West por razões de patrocinadores, foi a 45ª edição da competição de secundária do basquetebol masculino da Itália segundo sua piramide estrutural. É organizada pela Lega Pallacanestro sob as normas da FIBA e é dividida em Leste e Oeste.

## Clubes Participantes

#### Leste
| Clube                   | Cidade       | Arena                | Capacidade |
| ----------------------- | ------------ | -------------------- | ---------- |
| Andrea Costa Imola      | Imola        | PalaRuggi            | 2.000      |
| Assigeco Piacenza       | Piacenza     | PalaBanca            | 4.500      |
| Bakery Piacenza         | Piacenza     | PalaFranzanti        | 2.013      |
| Baltur Cento            | Cento        | Pala Ahrcos          | 2.130      |
| Bondi Ferrara           | Ferrara      | Pala Hilton Pharma   | 3.504      |
| Cagliari Dinamo Academy | Cagliari     | PalaPirastu          | 2.266      |
| De' Longhi Treviso      | Treviso      | PalaVerde            | 5.134      |
| Fortitudo Bologna       | Bologna      | Land Rover Arena     | 5.721      |
| G.S.A. Udine            | Udine        | PalaCarnera          | 3.850      |
| OraSì Ravenna           | Ravenna      | PalaDeAndré          | 3.500      |
| Pompea Mantova          | Mantova      | PalaBam              | 5.000      |
| Roseto Sharks           | Roseto       | PalaMaggetti         | 5.000      |
| Termoforgia Jesi        | Jesi         | UBI BPA Sport Center | 3.500      |
| Tezenis Verona          | Verona       | PalaOlimpia          | 5.350      |
| Unieuro Forlì           | Forlì        | Unieuro Arena        | 6.511      |
| XL Montegranaro         | Montegranaro | PalaSavelli          | 3.800      |

#### Oeste
| Clube                   | Cidade         | Arena                  | Capacidade |
| ----------------------- | -------------- | ---------------------- | ---------- |
| 2B Control Trapani      | Trapani        | Palaillio              | 4.575      |
| Benacquista Latina      | Latina         | PalaBianchini          | 2.500      |
| Bergamo Basket          | Bergamo        | PalaNorda              | 2.250      |
| Bertram Tortona         | Tortona        | PalaOltrepò            | 1.500      |
| Blu Basket Treviglio    | Treviglio      | PalaFacchetti          | 2.880      |
| BPC Virtus Cassino      | Cassino        | PalaVirtus             |            |
| Givova Scafati          | Scafati        | PalaMagnano            | 3.700      |
| Legnano Knights         | Legnano        | Knights Palace         | 1.650      |
| Leonis Roma             | Roma           | Palazzetto dello Sport | 3.500      |
| Mens Sana Basket        | Siena          | Palasport Mens Sana    | 7.050      |
| Moncada Agrigento       | Agrigento      | PalaMoncada            | 3.200      |
| Novipiù Casale M.       | Casale M.      | PalaFerraris           | 3.508      |
| Orlandina Basket        | Capo d'Orlando | PalaFantozzi           | 3.613      |
| Pallacanestro Biella    | Biella         | BiellaForum            | 5.707      |
| Virtus Roma             | Roma           | Palazzetto dello Sport | 3.500      |
| Zeus Energy Group Rieti | Rieti          | PalaSojourner          | 3.550      |

|  |                                             |
|  | Promovidos da Serie B na temporada anterior |
|  | Rebaixados da Serie A na temporada anterior |

## Formato
A competição é disputada por 32 equipes divididas em dois torneios distintos de temporada regular, Leste e Oeste, onde as equipes se enfrentam com jogos sendo mandante e visitante, determinando ao término desta as colocações do primeiro ao último colocados. Prevê-se a promoção à Serie A ao vencedor dos playoffs.

## Temporada Regular

### Tabela de Classificação

#### Leste
| Pos. | Clube                       | Pts. | J  | V  | D  | PF    | PC   | Dif. | Classificação       |
| ---- | --------------------------- | ---- | -- | -- | -- | ----- | ---- | ---- | ------------------- |
| 1    | Lavoropiù Fortitudo Bologna | 50   | 30 | 25 | 5  | 2.596 | 2312 | 284  | Promovido à Serie A |
| 2    | De' Longhi Treviso          | 48   | 30 | 24 | 6  | 2.442 | 2053 | 389  | Playoffs            |
| 3    | XL Extralight Montegranaro  | 46   | 30 | 23 | 7  | 2.387 | 2207 | 180  | Playoffs            |
| 4    | Tezenis Verona              | 38   | 30 | 19 | 11 | 2.386 | 2320 | 66   | Playoffs            |
| 5    | G.S.A. Udine                | 36   | 30 | 18 | 12 | 2.356 | 2231 | 125  | Playoffs            |
| 6    | Unieuro Forlì               | 32   | 30 | 16 | 14 | 2.427 | 2428 | -1   | Playoffs            |
| 7    | Pompea Mantova              | 30   | 30 | 15 | 15 | 2.291 | 2321 | -30  | Playoffs            |
| 8    | Cimorosi Roseto             | 30   | 30 | 15 | 15 | 2.451 | 2378 | 73   | Playoffs            |
| 9    | OraSì Ravenna               | 26   | 30 | 13 | 17 | 2.318 | 2437 | -119 | Playoffs            |
| 10   | Le Naturelle Imola Basket   | 24   | 30 | 12 | 18 | 2.512 | 2580 | -68  |                     |
| 11   | Bondi Ferrara               | 22   | 30 | 11 | 19 | 2.390 | 2487 | -97  |                     |
| 12   | Assigeco Piacenza           | 22   | 30 | 11 | 19 | 2.364 | 2360 | 4    |                     |
| 13   | Hertz Cagliari              | 22   | 30 | 11 | 19 | 2.390 | 2610 | -220 |                     |
| 14   | Bakery Piacenza             | 18   | 30 | 9  | 21 | 2.331 | 2511 | -180 | Playouts            |
| 15   | Baltur Cento                | 18   | 30 | 9  | 21 | 2.230 | 2402 | -172 | Playouts            |
| 16   | Termoforgia Jesi            | 18   | 30 | 9  | 21 | 2.437 | 2671 | -234 | Rebaixado à Serie B |

|  |                                         |
|  | Promovido à Serie A                     |
|  | Classificados aos playoffs              |
|  | Classificados para disputar permanência |
|  | Rebaixados diretamente para a Serie B   |

| Casa\Visitante             | IMO     | PIA     | BAK     | CEN     | FER     | CAG     | TRE     | FOR     | UDI     | RAV     | MAN     | ROS     | JES     | VER     | FOR     | MON     |
| -------------------------- | ------- | ------- | ------- | ------- | ------- | ------- | ------- | ------- | ------- | ------- | ------- | ------- | ------- | ------- | ------- | ------- |
| La Naturelle Imola         |         | 86-84   | 79-70   | 69-81   | 73-62   | 96 - 72 | 76-84   | 74-63   | 78-71   | 84-87   | 103-98  | 76-68   | 82-85   | 86-88   | 74 - 63 | 79-84   |
| Assigeco Piacenza          | 101-80  |         | 83 - 80 | 63 - 61 | 89-93   | 93-64   | 57-73   | 73-79   | 65-73   | 79-80   | 61-71   | 76-82   | 96-65   | 72 - 59 | 88-78   | 81-86   |
| Bakery Piacenza            | 77-83   | 84-81   |         | 90-75   | 82-70   | 74-77   | 79-92   | 78-72   | 76-85   | 89 - 80 | 58-72   | 93-91   | 104-96  | 76-83   | 76 - 86 | 72 - 75 |
| Baltur Cento               | 89-82   | 66-79   | 80-72   |         | 89-80   | 81 - 82 | 85-76   | 78-85   | 64 - 95 | 50-64   | 65-70   | 76-71   | 94-80   | 80 - 83 | 87-89   | 63-70   |
| Bondi Ferrara              | 105-91  | 82-75   | 74-68   | 92-86   |         | 94-65   | 72-98   | 75-91   | 82-80   | 77-84   | 90-79   | 59-89   | 94 - 88 | 76-82   | 93-94   | 95-99   |
| Hertz Cagliari             | 79-97   | 77-80   | 87-73   | 76-87   | 85 - 86 |         | 72-87   | 94-78   | 87-102  | 82-78   | 62-77   | 59 - 89 | 89-85   | 77 - 90 | 87-102  | 72 - 83 |
| De' Longhi Treviso         | 89-70   | 87 - 93 | 96-71   | 92 - 49 | 76-69   | 94-52   |         | 75-86   | 77-59   | 85-62   | 71 - 54 | 88-61   | 90-68   | 75-65   | 84-52   | 73-67   |
| Fortitudo Bologna          | 90-79   | 92 - 73 | 98-64   | 93-76   | 91-79   | 80 - 65 | 84-74   |         | 81-74   | 79-67   | 87-73   | 92-81   | 104-81  | 96-71   | 97-95   | 105-106 |
| G.S.A. Udine               | 83-71   | 76 - 68 | 92-77   | 85-76   | 88-70   | 68-70   | 77 - 63 | 72-68   |         | 98-59   | 88-74   | 76-59   | 93-76   | 76-71   | 84-75   | 69-78   |
| OraSì Ravenna              | 87 - 80 | 76-74   | 90-92   | 81-71   | 71 - 67 | 90-94   | 64-81   | 70-74   | 64 - 68 |         | 96-76   | 85-72   | 107-101 | 76-88   | 78-75   | 67-101  |
| Pompea Mantova             | 92-99   | 85-84   | 83-77   | 72-78   | 71-68   | 86-85   | 74-80   | 60 - 69 | 82-64   | 88 - 81 |         | 85-78   | 92 - 66 | 77-76   | 81-66   | 65-70   |
| Cimorosi Roseto            | 99-78   | 82-72   | 101-100 | 75-50   | 82-77   | 86-68   | 58-67   | 89 - 95 | 83-70   | 88-81   | 73-68   |         | 86-57   | 106-85  | 89-94   | 62-69   |
| Termoforgia Jesi           | 113-107 | 97-86   | 96-87   | 92 - 83 | 83-77   | 111-102 | 49 - 80 | 66-87   | 89-77   | 78-88   | 81-87   | 93-106  |         | 66-69   | 82-71   | 79-83   |
| Tezenis Verona             | 97-104  | 87-89   | 82 - 53 | 74-70   | 79-75   | 89-69   | 75 - 70 | 81-90   | 77 - 66 | 76-68   | 78-66   | 69-81   | 95-78   |         | 95-78   | 72-71   |
| Unieuro Forlì              | 100-97  | 83-79   | 90-66   | 83-72   | 68 - 71 | 87-101  | 72-80   | 88-77   | 88-82   | 93 - 73 | 92 - 85 | 93-106  | 82-66   | 67-65   |         | 59-69   |
| XL Extralight Montegranaro | 82 - 69 | 76-70   | 62-73   | 87-68   | 91-86   | 102-104 | 81-85   | 71-76   | 76-68   | 74-65   | 75-48   | 81 - 73 | 73-70   | 61-67   | 84 - 72 |         |

#### Oeste
| Pos. | Clube                            | Pts. | J  | V  | D  | PF    | PC   | Dif. | Classificação       |
| ---- | -------------------------------- | ---- | -- | -- | -- | ----- | ---- | ---- | ------------------- |
| 1    | Virtus Roma                      | 40   | 28 | 20 | 8  | 2.317 | 2188 | 129  | Promovido à Serie A |
| 2    | Benfapp Capo d'Orlando           | 40   | 28 | 20 | 8  | 2.464 | 2284 | 180  | Playoffs            |
| 3    | Remer Blu Basket Treviglio       | 36   | 28 | 18 | 10 | 2.314 | 2225 | 89   | Playoffs            |
| 4    | Bergamo Basket                   | 34   | 28 | 17 | 11 | 2.313 | 2190 | 123  | Playoffs            |
| 5    | Zeus Energy Group Rieti          | 34   | 28 | 17 | 11 | 2.058 | 2040 | 18   | Playoffs            |
| 6    | Edilnol Pallacanestro Biella     | 32   | 28 | 16 | 12 | 2.161 | 2071 | 90   | Playoffs            |
| 7    | Novipiù Casale Monferrato        | 32   | 28 | 16 | 12 | 2.324 | 2235 | 89   | Playoffs            |
| 8    | Benacquista Assicurazioni Latina | 30   | 28 | 15 | 13 | 2.496 | 2440 | 56   | Playoffs            |
| 9    | 2B Control Trapani               | 28   | 28 | 14 | 14 | 2.393 | 2365 | 28   | Playoffs            |
| 10   | M Rinnovabili Agrigento          | 28   | 28 | 14 | 14 | 2.174 | 2228 | -54  |                     |
| 11   | Givova Scafati                   | 28   | 28 | 14 | 14 | 2.328 | 2375 | -47  |                     |
| 12   | Leonis Roma                      | 22   | 28 | 11 | 17 | 2.206 | 2335 | -129 |                     |
| 13   | Bertram Tortona                  | 20   | 28 | 10 | 18 | 2.149 | 2179 | -30  |                     |
| 14   | Axpo Legnano                     | 12   | 28 | 6  | 22 | 2.168 | 2386 | -218 | Playouts            |
| 15   | BPC Virtus Cassino               | 4    | 28 | 2  | 26 | 2.100 | 2424 | -324 | Playouts            |

|  |                                         |
|  | Promovido à Serie A                     |
|  | Classificados aos playoffs              |
|  | Classificados para disputar permanência |
|  | Rebaixados diretamente para a Serie B   |

| Casa\Visitante            | TRA     | LAT     | BER     | TOR     | BLU     | CAS     | SCA     | LEG    | ROM    | MON   | NOV     | ORL     | BIE     | VIR    | RIE     |
| ------------------------- | ------- | ------- | ------- | ------- | ------- | ------- | ------- | ------ | ------ | ----- | ------- | ------- | ------- | ------ | ------- |
| 2B Control Trapani        |         | 97-83   | 84-90   | 84-80   | 91-83   | 91-86   | 95-87   | 113-91 | 84-73  | 90-70 | 98-92   | 89 - 93 | 85-88   | 87-86  | 74-830  |
| Benacquista Latina        | 92-88   |         | 84-75   | 95-85   | 88-90   | 92-83   | 87-92   | 84-81  | 110-95 | 94-89 | 86-101  | 93-96   | 90-85   | 82-84  | 83-62   |
| Bergamo Basket            | 82-77   | 106-109 |         | 85-76   | 73-86   | 83-75   | 89-74   | 79-62  | 75-69  | 79-89 | 99 - 85 | 77-82   | 81-76   | 81-59  | 91-64   |
| Bertram Tortona           | 89-82   | 90-95   | 75 - 78 |         | 73-83   | 99-82   | 85-64   | 104-85 | 88-81  | 81-72 | 70-62   | 73-77   | 73-85   | 72-76  | 48-51   |
| Blu Basket Treviglio      | 101-99  | 102-84  | 85-81   | 69 - 60 |         | 90-80   | 89-82   | 68-78  | 92-62  | 94-68 | 70-67   | 92-88   | 80-81   | 85-68  | 73-70   |
| BPC Virtus Cassino        | 70-78   | 82-104  | 70-99   | 54-60   | 91-85   |         | 69 - 73 | 70-83  | 61-63  | 69-75 | 84-94   | 92-99   | 66-85   | 92-86  | 75-85   |
| Givova Scafati            | 103-97  | 102-92  | 58-60   | 88-82   | 87-72   | 93-83   |         | 95-87  | 108-82 | 79-84 | 101-89  | 93-95   | 78-70   | 100-98 | 87-82   |
| AXPO Legnano              | 80 - 90 | 80-105  | 57-77   | 57-77   | 75-87   | 90-69   | 78-92   |        | 60-88  | 71-74 | 84-88   | 67-77   | 70-73   | 83-88  | 78-76   |
| Leonis Roma               | 63-84   | 72-109  | 96-70   | 80-59   | 85-90   | 86-78   | 74-66   | 90-73  |        | 84-78 | 107-109 | 81-93   | 71-62   | 73-94  | 87-80   |
| Moncada Agrigento         | 69-78   | 87-80   | 83-92   | 71-60   | 83-91   | 85-75   | 91-72   | 81-66  | 90-76  |       | 81-88   | 105-99  | 77-76   | 83-87  | 70 - 66 |
| Novipiù Casale Monferrato | 96-75   | 94-81   | 89-87   | 77-82   | 95-89   | 89-62   | 102-84  | 88-81  | 80-71  | 66-56 |         | 96-82   | 57 - 65 | 76-77  | 70-55   |
| Orlandina Basket          | 90-77   | 80 - 85 | 89-90   | 104-84  | 80-74   | 97-67   | 97-65   | 88-79  | 112-85 | 82-55 | 89-70   |         | 77-73   | 89-95  | 88-84   |
| Pallacanestro Biella      | 84-76   | 84-59   | 85-81   | 85-81   | 88-67   | 92 - 63 | 81-76   | 78-74  | 78-81  | 61-63 | 66-65   | 96-75   |         | 73-79  | 83-85   |
| Virtus Roma               | 83-75   | 81-76   | 82-78   | 79-66   | 89-70   | 86-71   | 91-64   | 100-81 | 81-76  | 91-81 | 74-66   | 73-74   | 90-78   |        | 75-85   |
| Zeus Energy Group Rieti   | 78-55   | 77-74   | 72-68   | 78-7    | 59 - 57 | 82-81   | 74-68   | 77-82  | 71-55  | 81-64 | 79-73   | 74-72   | 57-67   | 71-65  |         |

## Playouts
Participam desta repescagem, os 14º e 15º colocados em cada grupo (Leste e Oeste) que se cruzam (14ºx15º) em "melhor-de-três" sendo que os dois vencedores desta semifinal permanecem na divisão e os dois derrotados enfrentam-se, também em "melhor-de-três", para apurar entre dos dois qual será rebaixado e qual permanecerá. 
|  | Semifinais | Semifinais         | Semifinais   |   |  | Final           | Final | Final |
|  |            |                    |              |   |  |                 |       |       |
|  |            | Bakery Piacenza    | 3            |   |  |                 |       |       |
|  |            | BPC Virtus Cassino | 0            |   |  |                 |       |       |
|  |            |                    |              |   |  | Bakery Piacenza | 2     |       |
|  |            |                    | Axpo Legnano | 3 |  |                 |       |       |
|  |            | Axpo Legnano       | 3            |   |  |                 |       |       |
|  |            | Baltur Cento       | 2            |   |  |                 |       |       |

| Time 1          | Série | Time 2             | 1º Jogo | 2º Jogo | 3º Jogo | 4º Jogo | 5º Jogo |
| --------------- | ----- | ------------------ | ------- | ------- | ------- | ------- | ------- |
| Bakery Piacenza | 3 - 0 | BPC Virtus Cassino | 82 - 80 | 99 - 89 | 88 - 68 |         |         |
| Axpo Legnano    | 3 - 2 | Baltur Cento       | 95 - 82 | 90 - 73 | 84 - 93 | 63 - 86 | 86 - 84 |

| Time 1          | Série | Time 2       | 1º Jogo | 2º Jogo | 3º Jogo | 4º Jogo | 5º Jogo |
| --------------- | ----- | ------------ | ------- | ------- | ------- | ------- | ------- |
| Bakery Piacenza | 2 - 3 | Axpo Legnano | 87 - 85 | 84 - 88 | 75 - 92 | 74 - 72 | 66 - 95 |

## Playoffs
|  | Oitavas de final                 | Oitavas de final           |   |                        | Quartas de final | Quartas de final |  |                        | Semifinais | Semifinais |  |                   | Final | Final |
|  |                                  |                            |   |                        |                  |                  |  |                        |            |            |  |                   |       |       |
|  | De'Longhi Treviso                | 3                          |   |                        |                  |                  |  |                        |            |            |  |                   |       |       |
|  | 2B Control Trapani               | 2                          |   |                        |                  |                  |  |                        |            |            |  |                   |       |       |
|  | 2B Control Trapani               | 2                          |   | De'Longhi Treviso      | 3                |                  |  |                        |            |            |  |                   |       |       |
|  |                                  |                            |   | De'Longhi Treviso      | 3                |                  |  |                        |            |            |  |                   |       |       |
|  |                                  | Zeus Energy Gr. Rieti      | 0 |                        |                  |                  |  |                        |            |            |  |                   |       |       |
|  | Zeus Energy Gr. Rieti            | Zeus Energy Gr. Rieti      | 0 | 3                      |                  |                  |  |                        |            |            |  |                   |       |       |
|  | Zeus Energy Gr. Rieti            |                            |   | 3                      |                  |                  |  |                        |            |            |  |                   |       |       |
|  | Unieuro Forlì                    | 2                          |   |                        |                  |                  |  |                        |            |            |  |                   |       |       |
|  | Unieuro Forlì                    | 2                          |   |                        |                  |                  |  | De'Longhi Treviso      | 3          |            |  |                   |       |       |
|  |                                  |                            |   |                        |                  |                  |  | De'Longhi Treviso      | 3          |            |  |                   |       |       |
|  |                                  | Remer Blu Basket Treviglio | 1 |                        |                  |                  |  |                        |            |            |  |                   |       |       |
|  | Tezenis Verona                   | Remer Blu Basket Treviglio | 1 | 3                      |                  |                  |  |                        |            |            |  |                   |       |       |
|  | Tezenis Verona                   |                            |   | 3                      |                  |                  |  |                        |            |            |  |                   |       |       |
|  | Novipiù Casale Monferrato        | 1                          |   |                        |                  |                  |  |                        |            |            |  |                   |       |       |
|  | Novipiù Casale Monferrato        | 1                          |   | Tezenis Verona         | 2                |                  |  |                        |            |            |  |                   |       |       |
|  |                                  |                            |   | Tezenis Verona         | 2                |                  |  |                        |            |            |  |                   |       |       |
|  |                                  | Remer Blu Basket Treviglio | 3 |                        |                  |                  |  |                        |            |            |  |                   |       |       |
|  | Remer Blu Basket Treviglio       | Remer Blu Basket Treviglio | 3 | 3                      |                  |                  |  |                        |            |            |  |                   |       |       |
|  | Remer Blu Basket Treviglio       |                            |   | 3                      |                  |                  |  |                        |            |            |  |                   |       |       |
|  | Cimorosi Roseto                  | 2                          |   |                        |                  |                  |  |                        |            |            |  |                   |       |       |
|  | Cimorosi Roseto                  | 2                          |   |                        |                  |                  |  |                        |            |            |  | De'Longhi Treviso | 3     |       |
|  |                                  |                            |   |                        |                  |                  |  |                        |            |            |  | De'Longhi Treviso | 3     |       |
|  |                                  | Benfapp Capo d'Orlando     | 0 |                        |                  |                  |  |                        |            |            |  |                   |       |       |
|  | Benfapp Capo d'Orlando           | Benfapp Capo d'Orlando     | 0 | 3                      |                  |                  |  |                        |            |            |  |                   |       |       |
|  | Benfapp Capo d'Orlando           |                            |   | 3                      |                  |                  |  |                        |            |            |  |                   |       |       |
|  | Orasì Ravenna                    | 0                          |   |                        |                  |                  |  |                        |            |            |  |                   |       |       |
|  | Orasì Ravenna                    | 0                          |   | Benfapp Capo d'Orlando | 3                |                  |  |                        |            |            |  |                   |       |       |
|  |                                  |                            |   | Benfapp Capo d'Orlando | 3                |                  |  |                        |            |            |  |                   |       |       |
|  |                                  | Edilnol Biella             | 0 |                        |                  |                  |  |                        |            |            |  |                   |       |       |
|  | G.S.A. Udine                     | Edilnol Biella             | 0 | 1                      |                  |                  |  |                        |            |            |  |                   |       |       |
|  | G.S.A. Udine                     |                            |   | 1                      |                  |                  |  |                        |            |            |  |                   |       |       |
|  | Edilnol Biella                   | 3                          |   |                        |                  |                  |  |                        |            |            |  |                   |       |       |
|  | Edilnol Biella                   | 3                          |   |                        |                  |                  |  | Benfapp Capo d'Orlando | 3          |            |  |                   |       |       |
|  |                                  |                            |   |                        |                  |                  |  | Benfapp Capo d'Orlando | 3          |            |  |                   |       |       |
|  |                                  | Bergamo                    | 0 |                        |                  |                  |  |                        |            |            |  |                   |       |       |
|  | Bergamo                          | Bergamo                    | 0 | 3                      |                  |                  |  |                        |            |            |  |                   |       |       |
|  | Bergamo                          |                            |   | 3                      |                  |                  |  |                        |            |            |  |                   |       |       |
|  | Pompea Mantova                   | 2                          |   |                        |                  |                  |  |                        |            |            |  |                   |       |       |
|  | Pompea Mantova                   | 2                          |   | Bergamo                | 3                |                  |  |                        |            |            |  |                   |       |       |
|  |                                  |                            |   | Bergamo                | 3                |                  |  |                        |            |            |  |                   |       |       |
|  |                                  | XL Extralight Montegranaro | 1 |                        |                  |                  |  |                        |            |            |  |                   |       |       |
|  | XL Extralight Montegranaro       | XL Extralight Montegranaro | 1 | 3                      |                  |                  |  |                        |            |            |  |                   |       |       |
|  | XL Extralight Montegranaro       |                            |   | 3                      |                  |                  |  |                        |            |            |  |                   |       |       |
|  | Benacquista Assicurazioni Latina | 2                          |   |                        |                  |                  |  |                        |            |            |  |                   |       |       |

#### Oitavas de final
| Time 1                     | Série | Time 2                           | 1º Jogo | 2º Jogo  | 3º Jogo | 4º Jogo | 5º Jogo |
| -------------------------- | ----- | -------------------------------- | ------- | -------- | ------- | ------- | ------- |
| De' Longhi Treviso         | 3 - 2 | 2B Control Trapani               | 71 - 59 | 96 - 68  | 85 - 89 | 74 - 80 | 90 - 66 |
| Zeus Energy Group Rieti    | 3 - 2 | Unieuro Forlì                    | 74 - 71 | 66 - 61  | 64 - 89 | 74 - 84 | 95 - 67 |
| Tezenis Verona             | 3 - 1 | Novipiù Casale Monferrato        | 78 - 76 | 69 - 76  | 83 - 73 | 61 - 56 |         |
| Remer Blu Basket Treviglio | 3 - 2 | Cimorosi Roseto                  | 73 - 75 | 80 - 67  | 73 - 73 | 83 - 77 | 81 - 74 |
| Benfapp Capo d'Orlando     | 3 - 0 | OraSì Ravenna                    | 94 - 79 | 100 - 83 | 92 - 76 |         |         |
| G.S.A. Udine               | 1 - 3 | Edilnol Pallacanestro Biella     | 81 - 72 | 72 - 80  | 67 - 73 | 56 - 63 |         |
| Bergamo Basket             | 3 - 2 | Pompea Mantova                   | 94 - 85 | 92 - 93  | 78 - 69 | 67 - 87 | 72 - 70 |
| XL Extralight Montegranaro | 3 - 2 | Benacquista Assicurazioni Latina | 81 - 79 | 74 - 78  | 74 - 65 | 83 - 86 | 71 - 66 |

#### Quartas de final
| Time 1                 | Série | Time 2                     | 1º Jogo | 2º Jogo | 3º Jogo | 4º Jogo | 5º Jogo |
| ---------------------- | ----- | -------------------------- | ------- | ------- | ------- | ------- | ------- |
| De'Longhi Treviso      | 3 - 0 | Zeus Energy Gr. Rieti      | 73 - 51 | 80 - 63 | 90 - 85 |         |         |
| Tezenis Verona         | 2 - 3 | Remer Blu Basket Treviglio | 85 - 77 | 61 - 65 | 72 - 62 | 78 - 95 | 76 - 81 |
| Benfapp Capo d'Orlando | 3 - 0 | Edilnol Biella             | 90 - 72 | 85 - 75 | 78 - 76 |         |         |
| Bergamo                | 3 - 1 | XL Extralight Montegranaro | 57 - 65 | 75 - 73 | 86 - 77 | 54 - 52 |         |

#### Semifinal
| Time 1                 | Série | Time 2                     | 1º Jogo | 2º Jogo | 3º Jogo  | 4º Jogo | 5º Jogo |
| ---------------------- | ----- | -------------------------- | ------- | ------- | -------- | ------- | ------- |
| De'Longhi Treviso      | 3 - 1 | Remer Blu Basket Treviglio | 75 - 56 | 75 - 65 | 60 - 61  | 78 - 57 |         |
| Benfapp Capo d'Orlando | 3 - 0 | Bergamo                    | 90 - 73 | 87 - 75 | 104 - 87 |         |         |

#### Final
| Time 1            | Série | Time 2                 | 1º Jogo | 2º Jogo | 3º Jogo | 4º Jogo | 5º Jogo |
| ----------------- | ----- | ---------------------- | ------- | ------- | ------- | ------- | ------- |
| De'Longhi Treviso | 3 - 0 | Benfapp Capo d'Orlando | 90 - 72 | 82 - 56 | 76 - 65 |         |         |

## Artigos relacionados
- Serie A
- Serie B
- Seleção Italiana de Basquetebol

## Promoção e rebaixamentos

### Promoção
- Lavoropiù Fortitudo Bologna
- Virtus Roma
- De'Longhi Treviso

### Rebaixamento
- BPC Virtus Cassino
- Termoforgia Jesi
- Baltur Cento
- Bakery Piacenza